# خوان اوجدا (بازیکن فوتبال آرژانتین)
خوان اوجدا (انگلیسی: Juan Ojeda؛ زادهٔ ۱۰ نوامبر ۱۹۸۲) بازیکن فوتبال اهل آندورا است.
از باشگاه‌هایی که در آن بازی کرده‌است می‌توان به باشگاه فوتبال ریور پلاته و باشگاه فوتبال روساریو سنترال اشاره کرد.